# 第61回英国アカデミー賞
第61回英国アカデミー賞（だい61かいえいこくアカデミーしょう）は、英国映画テレビ芸術アカデミーによって2007年の映画に贈られる賞である。2008年2月10日に発表された。

## 受賞とノミネート

### 主演男優賞
- ダニエル・デイ＝ルイス - 『ゼア・ウィル・ビー・ブラッド』
  - ジョージ・クルーニー - 『フィクサー』
  - ジェームズ・マカヴォイ - 『つぐない』
  - ヴィゴ・モーテンセン - 『イースタン・プロミス』
  - ウルリッヒ・ミューエ - 『善き人のためのソナタ』

### 主演女優賞
- マリオン・コティヤール - 『エディット・ピアフ〜愛の讃歌〜』
  - ケイト・ブランシェット - 『エリザベス:ゴールデン・エイジ』
  - ジュリー・クリスティ - 『アウェイ・フロム・ハー君を想う』
  - キーラ・ナイトレイ - 『つぐない』
  - エリオット・ペイジ - 『JUNO/ジュノ』

### アニメ映画賞
- 『レミーのおいしいレストラン』
  - 『シュレック3』
  - 『ザ・シンプソンズ MOVIE』

### 撮影賞
- 『ノーカントリー』 - ロジャー・ディーキンス
  - 『アメリカン・ギャングスター』 - ハリス・サヴィデス
  - 『つぐない』 - シェイマス・マクガーヴェイ
  - 『ボーン・アルティメイタム』 - オリヴァー・ウッド
  - 『ゼア・ウィル・ビー・ブラッド』 - ロバート・エルスウィット

### 衣裳デザイン賞
- 『エディット・ピアフ〜愛の讃歌〜』 - マリット・アレン
  - 『つぐない』 - ジャクリーヌ・デュラン
  - 『エリザベス:ゴールデン・エイジ』 - アレクサンドラ・バーン
  - 『ラスト、コーション』 - パン・ライ
  - 『スウィーニー・トッド フリート街の悪魔の理髪師』 - コリーン・アトウッド

### 監督賞
- イーサン&ジョエル・コーエン - 『ノーカントリー』
  - ポール・トーマス・アンダーソン - 『ゼア・ウィル・ビー・ブラッド』
  - ポール・グリーングラス - 『ボーン・アルティメイタム』
  - フロリアン・ヘンケル・フォン・ドナースマルク - 『善き人のためのソナタ』
  - ジョー・ライト - 『つぐない』

### 編集賞
- 『ボーン・アルティメイタム』 - クリストファー・ラウズ
  - 『アメリカン・ギャングスター』 - ピエトロ・スカリア
  - 『つぐない』 - ポール・トーシル
  - 『フィクサー』 -  ジョン・ギルロイ
  - 『ノーカントリー』 - ロデリック・ジェインズ

### 作品賞
- 『つぐない』
  - 『アメリカン・ギャングスター』
  - 『善き人のためのソナタ』
  - 『ノーカントリー』
  - 『ゼア・ウィル・ビー・ブラッド』

### 英国作品賞
- 『THIS IS ENGLAND』
  - 『つぐない』
  - 『ボーン・アルティメイタム』
  - 『コントロール』
  - 『イースタン・プロミス』

### 外国語映画賞
- 『善き人のためのソナタ』 •  ドイツ
  - 『潜水服は蝶の夢を見る』 •  フランス/ アメリカ合衆国
  - 『君のためなら千回でも』 •  アメリカ合衆国
  - 『エディット・ピアフ〜愛の讃歌〜』 •  フランス
  - 『ラスト、コーション』 •  香港/ 台湾

### 音楽賞
- 『エディット・ピアフ〜愛の讃歌〜』 - クリストファー・ガニング（英語版）
  - 『アメリカン・ギャングスター』 - マルク・ストライテンフェルト
  - 『つぐない』 - ダリオ・マリアネッリ
  - 『君のためなら千回でも』 - アルベルト・イグレシアス
  - 『ゼア・ウィル・ビー・ブラッド』 - ジョニー・グリーンウッド

### プロダクションデザイン賞
- 『つぐない』 - サラ・グリーンウッド（英語版）/ケイティ・スペンサー（英語版）
  - 『エリザベス:ゴールデン・エイジ』 - ガイ・ヘンドリックス・ディアス/リチャード・ロバーツ
  - 『ハリー・ポッターと不死鳥の騎士団』 - スチュアート・クレイグ/ステファニー・マクミラン
  - 『ゼア・ウィル・ビー・ブラッド』 - ジャック・フィスク/ジム・エリクソン（英語版）
  - 『エディット・ピアフ〜愛の讃歌〜』 - オリヴィエ・ラウー/Stanislas Reydellet

### 脚色賞
- 『潜水服は蝶の夢を見る』 - ロナルド・ハーウッド
  - 『つぐない』 - クリストファー・ハンプトン
  - 『君のためなら千回でも』 - デイヴィッド・ベニオフ
  - 『ノーカントリー』 - イーサン&ジョエル・コーエン
  - 『ゼア・ウィル・ビー・ブラッド』 - ポール・トーマス・アンダーソン

### オリジナル脚本賞
- 『JUNO/ジュノ』 - ディアブロ・コーディ
  - 『アメリカン・ギャングスター』 - スティーヴン・ザイリアン
  - 『善き人のためのソナタ』 - フロリアン・ヘンケル・フォン・ドナースマルク
  - 『フィクサー』 - トニー・ギルロイ
  - 『THIS IS ENGLAND』 - シェーン・メドウス

### 音響賞
- 『ボーン・アルティメイタム』 - カーク・フランシス（英語版）/スコット・ミラン/デヴィッド・パーカー/カレン・ベイカー・ランダース/パー・ホールバーグ
  - 『つぐない』 - ダニー・ハンブロック/ポール・ハンブリン（英語版）/キャサリン・ホジソン/ベッキー・ポンティング
  - 『ノーカントリー』 - ピーター・カーランド（英語版）/スキップ・リーヴセイ/クレイグ・バーキー（英語版）/グレッグ・オルロフ
  - 『ゼア・ウィル・ビー・ブラッド』 - Christopher Scarabosio/マシュー・ウッド（英語版）/ジョン・プリチェット/マイケル・セマニック/トム・ジョンソン
  - 『エディット・ピアフ〜愛の讃歌〜』 - Laurent Zeilig/Pascal Villard/Jean-Paul Hurier/Marc Doisne

### 助演男優賞
- ハビエル・バルデム - 『ノーカントリー』
  - ポール・ダノ - 『ゼア・ウィル・ビー・ブラッド』
  - トミー・リー・ジョーンズ - 『ノーカントリー』
  - フィリップ・シーモア・ホフマン - 『チャーリー・ウィルソンズ・ウォー』
  - トム・ウィルキンソン - 『フィクサー』

### 助演女優賞
- ティルダ・スウィントン - 『フィクサー』
  - ケイト・ブランシェット - 『アイム・ノット・ゼア』
  - ケリー・マクドナルド - 『ノーカントリー』
  - サマンサ・モートン - 『コントロール』
  - シアーシャ・ローナン - 『つぐない』

### 特殊視覚効果賞
- 『ライラの冒険 黄金の羅針盤』 - マイケル・フィンク/ビル・ウェステンホファー/ベン・モリス/トレヴァー・ウッズ
  - 『ボーン・アルティメイタム』 - Peter Chiang/チャーリー・ノーブル（英語版）/Mattias Lindahl/ジョス・ウィリアムズ（英語版）
  - 『ハリー・ポッターと不死鳥の騎士団』 - ティム・バーク（英語版）/ジョン・リチャードソン/エマ・ノートン/Chris Shaw
  - 『パイレーツ・オブ・カリビアン/ワールド・エンド』 - ジョン・ノール/チャールズ・ギブソン/ハル・ヒッケル/ジョン・フレイザー
  - 『スパイダーマン3』 - スコット・ストックディック/Peter Nofz/Kee-Suk Ken Hahn/ジョン・フレイザー/スペンサー・クック

### メイクアップ&ヘアー賞
- 『エディット・ピアフ〜愛の讃歌〜』 - ジャン・アーチボールド（英語版）/ディディエ・ラヴァーン（英語版）
  - 『つぐない』 - イヴァナ・プリモラック（英語版）
  - 『エリザベス:ゴールデン・エイジ』 - ジェニー・シャーコア（英語版）
  - 『ヘアスプレー』 - ジュディ・クーパー・シーリー/ジョーダン・サミュエルl
  - 『スウィーニー・トッド フリート街の悪魔の理髪師』 - イヴァナ・プリモラック（英語版）/ピーター・オーウェン

### 短編アニメ賞
- The Pearce Sisters - ジョー・アレン（英語版）/ルイス・クック
  - Head over Heels - Osbert Parker/Fiona Pitkin/Ian Gouldstone
  - The Crumblegiant - Pearse Moore/ジョン・マクロスキー

### 短編映画賞
- Dog Altogether - Diarmid Scrimshaw/パディ・コンシダイン
  - Hesitation - Julien Berlan/Michelle Eastwood/Virginia Gilbert
  - The One and Only Herb McGwyer Plays Wallis Island - チャーリー・ヘンダーソン/ジェームズ・グリフィス（英語版）/ティム・キー（英語版）/トム・バズデン（英語版）
  - Soft - Jane Hooks/サイモン・エリス（英語版）
  - The Stronger - ダン・マカロック（英語版）/リア・ウィリアムス（英語版）/フランク・マクギネス

### 新人賞
- マット・グリーンハルシュ（英語版） - 『コントロール』（脚本）
  - クリス・アトキンス - Taking Liberties （監督・脚本）
  - Mia Bays - Scott Walker: 30 Century Man （製作）
  - サラ・ガーヴロン（英語版） - Brick Lane （監督）
  - Andrew Piddington - The Killing of John Lennon （監督・脚本）

### ライジング・スター賞
- シャイア・ラブーフ
  - シエナ・ミラー
  - エリオット・ペイジ
  - サム・ライリー
  - 湯唯

### フェローシップ賞
- アンソニー・ホプキンス